# Haslauer von Haslau
Das Adelsgeschlecht Haslauer von Haslau, auch von Haslau (tschechisch Hozlauerové z Hozlau), war in Böhmen, in Franken und im Vogtland ansässig und ist im Jahr 1845 im Mannesstamm erloschen.

## Herkunft
Die von Haslau, auch Haslauer von Haslau, waren ein aus der österreichischen Mark Ostarrichi nach Böhmen gekommenes Adelsgeschlecht. Ihr Stammwappen ist mit dem der von Neuberg und Raitenbach identisch. Familienäste waren in Böhmen, in Franken und im Vogtland ansässig. Da sich ihr Stammwappen vom 12. bis das 19. Jahrhundert nicht verändert hat, ermöglicht es eine annähernde Erstellung ihrer Stammesgeschichte. Ein vermeintliches Mitglied trug in der Schlacht auf dem Marchfeld das Banner von Heinrich I. von Liechtenstein.
Als verarmter Landadel des 14. Jahrhunderts im Egerland, im Ascher Ländchen und im Hofer Land betätigten sich einige Angehörige als Raubritter. Mitglieder der Familie legten 1311 eine Fehde mit dem Kloster Waldsassen bei, die ausbrach als Untertanen des Klosters den Bärnauer Richter Konrad von Hauslau getötet hatten. Friedrich der Haslauer zählt zu den Helfern des Friedrich von Neuberg und beteiligte sich 1380 an der Guttenberger Fehde und anschließend an einer Adelsfehde gegen Eger. 1549 erscheint in einer Urkunde Wolf der Ältere Hozlaur von Hozlau in Bechin, dessen Sohn Wenzel war mit Anna von Svarova verheiratet. Die Haslauer sind im Namensträgerstamm mit k. k. Oberst Josef von Haslauer 1845 zu Brünn in Mähren erloschen.

## Besitzungen (Auswahl)

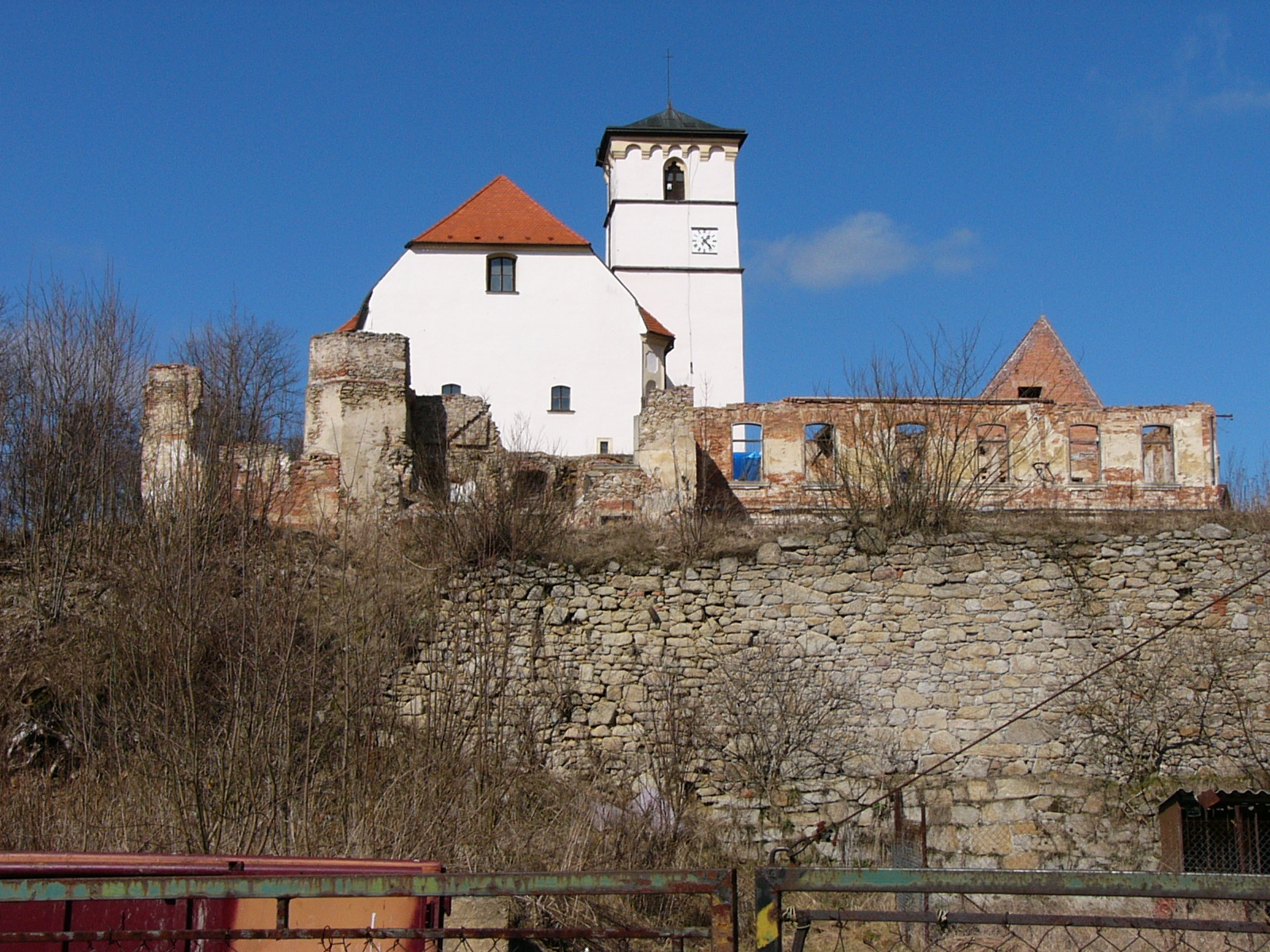
Schlossruine Hazlov

Einer ihrer Ansässigkeitsorte im Nordgau war die Burg Haslau, heute in der Gemeinde Hazlov in Tschechien als Schlossruine Hazlov erhalten. Bis Mitte des 17. Jahrhunderts war ein Zweig auf dem Freihof Thierbach bei Neudek ansässig. Um ihren Besitz nicht zu verlieren, konvertierten sie während des Dreißigjährigen Krieges zum Katholizismus und waren somit eine der wenigen alten Familien, die auch nach 1650 im Elbogener Kreis begütert waren. Vermutlich fiel der alte Edelsitz nach ihrem Aussterben 1661 an die Herrschaft Neudek zurück.
- Bzy
- Gfell
- Haslau
- Rudna
- Stipoklas
- Thierbach

## Wappen
Der silbern-rot gespaltene Wappenschild zeigt eine (eingebogene) farbgewechselte Spitze, die bis an den oberen Schildrand reicht. Der gekrönte Helm mit rot-silbernen Helmdecken trägt als Helmzier ein silbernes und ein rotes Büffelhorn (oder ein goldenes Bündel von Kornähren). Ein Bündel Kornähren ist auch die Helmzier der wappengleichen von Neuberg (Neydberg) bzw. von Raitenbach, die aus der gleichen Region stammen.

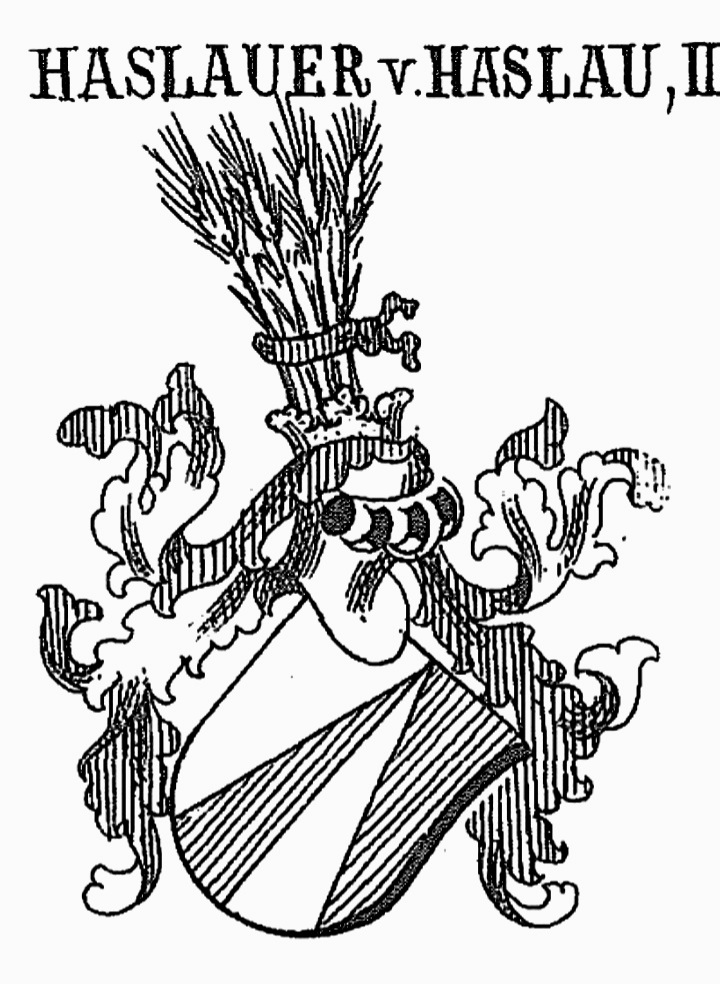
Wappen der Haslauer von Haslau (Variante)
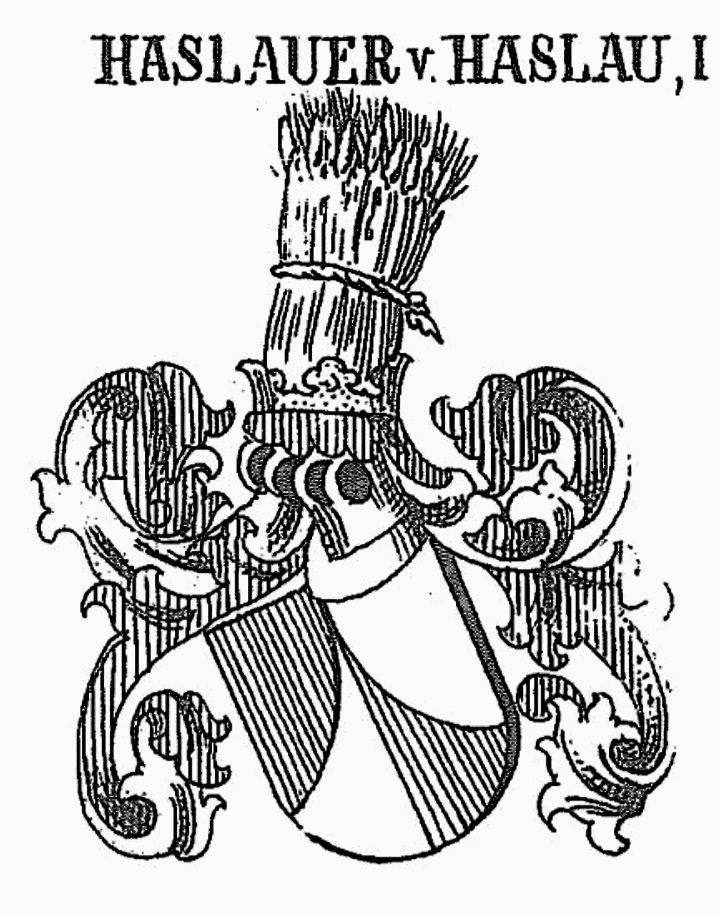
Wappen der Haslauer von Haslau (Variante)
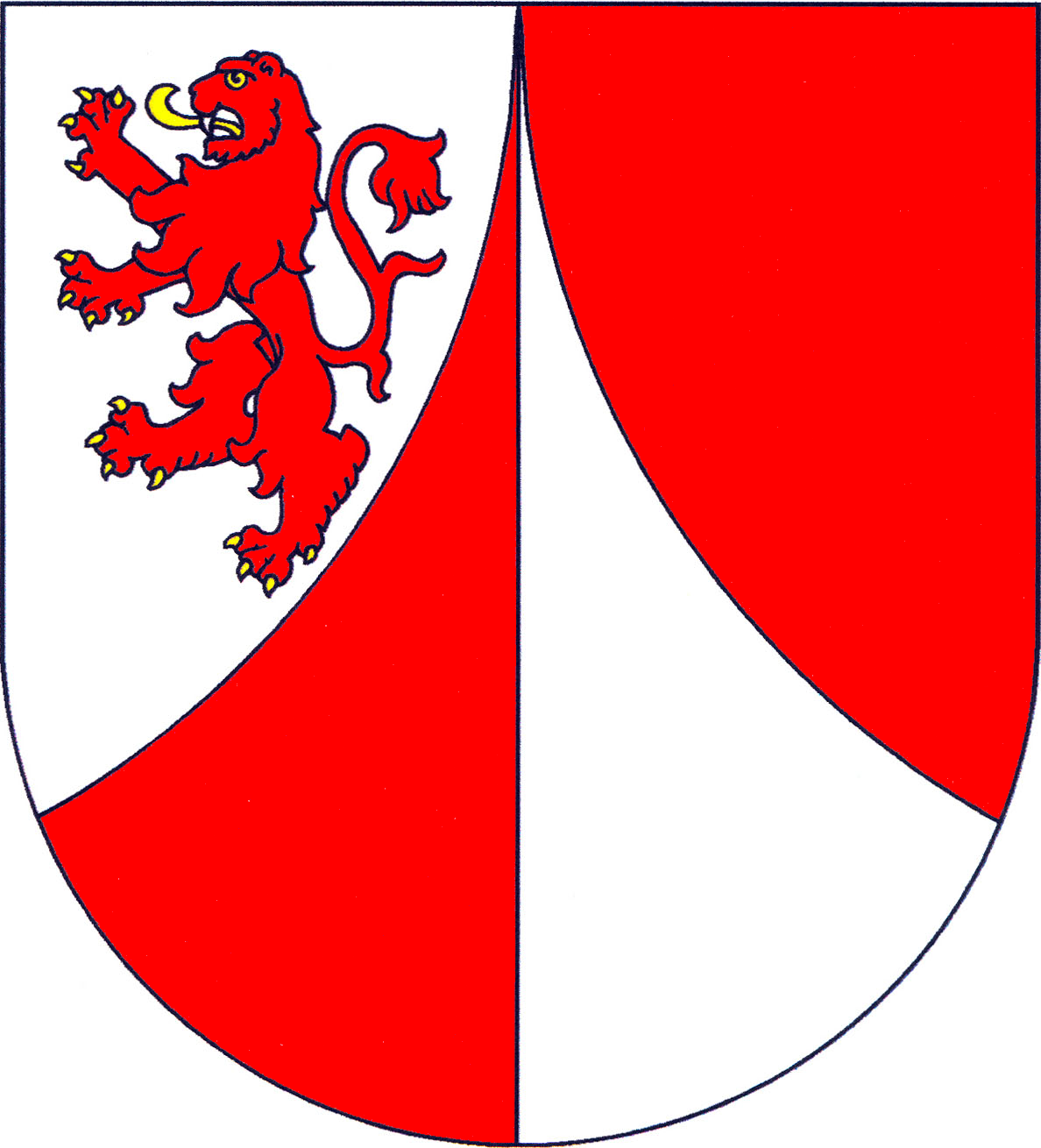
Wappen der Gemeinde Hazlov
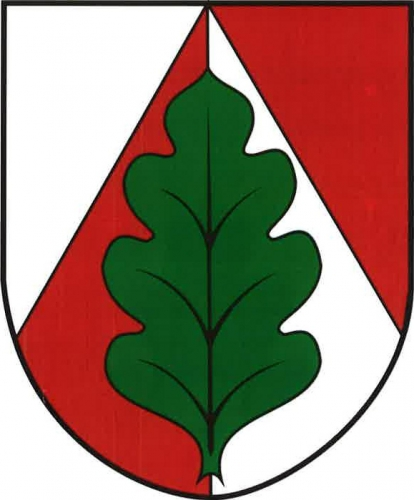
Wappen der Gemeinde Panské Dubenky

## Namensträger
- Georg Haslauer von Haslau († 1661), Besitzer des Edelhofes in Thierbach